# Port lotniczy Pukchang
Port lotniczy Pukchang (kor. 북창공항) – port lotniczy położony w powiecie Pukch’ang w prowincji P’yŏngan Południowy w Korei Północnej. Użytkowany w celach wojskowych.

## Drogi startowe i operacje lotnicze
Operacje lotnicze wykonywane są z asfaltowej drogi startowej:
- RWY 14/32, 2484 × 50 m